# Unione Sportiva Arezzo 1983-1984
Questa pagina raccoglie le informazioni riguardanti l'Unione Sportiva Arezzo nelle competizioni ufficiali della stagione 1983-1984.

## Divise e sponsor
| Casa | Trasferta |

## Rosa
| N. |                   | Ruolo | Calciatore         |
| -- | ----------------- | ----- | ------------------ |
|    | Italia (bandiera) | C     | Stefano Butti      |
|    | Italia (bandiera) | P     | Maurizio Carbonari |
|    | Italia (bandiera) | D     | Franco Dell’Uomo   |
|    | Italia (bandiera) | C     | Antonio Di Carlo   |
|    | Italia (bandiera) | D     | Emilio Doveri      |
|    | Italia (bandiera) | C     | Lorenzo Ferrante   |
|    | Italia (bandiera) | A     | Marco Macina       |
|    | Italia (bandiera) | C     | Adriano Malisan    |
|    | Italia (bandiera) | D     | Andrea Mangoni     |
|    | Italia (bandiera) | C     | Mauro Marmaglio    |

| N. |                   | Ruolo | Calciatore               |
| -- | ----------------- | ----- | ------------------------ |
|    | Italia (bandiera) | D     | Alberto Minoia           |
|    | Italia (bandiera) | C     | Domenico Neri            |
|    | Italia (bandiera) | P     | Giuseppe Pellicanò       |
|    | Italia (bandiera) | D     | Giovanni Francesco Pozza |
|    | Italia (bandiera) | D     | Mariano Riva             |
|    | Italia (bandiera) | A     | Ezio Sella               |
|    | Italia (bandiera) | A     | Pasquale Traini          |
|    | Italia (bandiera) | D     | Giuseppe Zandonà         |
|    | Italia (bandiera) | D     | Alessandro Zanin         |

## Risultati

### Serie B

#### Girone di andata
| 11 settembre 1983 1ª giornata | Arezzo | 2 – 1 | Padova |  |

| 18 settembre 1983 2ª giornata | Cremonese | 1 – 0 | Arezzo |  |

| 25 settembre 1983 3ª giornata | Arezzo | 2 – 1 | Pescara |  |

| 2 ottobre 1983 4ª giornata | Empoli | 1 – 4 | Arezzo |  |

| 9 ottobre 1983 5ª giornata | Arezzo | 1 – 0 | Monza |  |

| 16 ottobre 1983 6ª giornata | Atalanta | 1 – 1 | Arezzo |  |

| 23 ottobre 1983 7ª giornata | Arezzo | 1 – 0 | Varese |  |

| 30 ottobre 1983 8ª giornata | Pistoiese | 0 – 1 | Arezzo |  |

| 6 novembre 1983 9ª giornata | Arezzo | 1 – 1 | Lecce |  |

| 13 novembre 1983 10ª giornata | Arezzo | 1 – 1 | Palermo |  |

| 20 novembre 1983 11ª giornata | Campobasso | 1 – 0 | Arezzo |  |

| 27 novembre 1983 12ª giornata | Arezzo | 0 – 1 | Sambenedettese |  |

| 4 dicembre 1983 13ª giornata | Cavese | 1 – 1 | Arezzo |  |

| 11 dicembre 1983 14ª giornata | Arezzo | 1 – 1 | Catanzaro |  |

| 18 dicembre 1983 15ª giornata | Triestina | 1 – 1 | Arezzo |  |

| 31 dicembre 1983 16ª giornata | Arezzo | 1 – 0 | Cesena |  |

| 7 gennaio 1984 17ª giornata | Perugia | 1 – 1 | Arezzo |  |

| 15 gennaio 1984 18ª giornata | Como | 2 – 0 | Arezzo |  |

| 22 gennaio 1984 19ª giornata | Arezzo | 3 – 2 | Cagliari |  |

#### Girone di ritorno
| 29 gennaio 1984 20ª giornata | Padova | 0 – 0 | Arezzo |  |

| 5 febbraio 1984 21ª giornata | Arezzo | 0 – 0 | Cremonese |  |

| 12 febbraio 1984 22ª giornata | Pescara | 3 – 1 | Arezzo |  |

| 26 febbraio 1984 23ª giornata | Arezzo | 0 – 0 | Empoli |  |

| 4 marzo 1984 24ª giornata | Monza | 0 – 0 | Arezzo |  |

| 11 marzo 1984 25ª giornata | Arezzo | 0 – 0 | Atalanta |  |

| 18 marzo 1984 26ª giornata | Varese | 2 – 0 | Arezzo |  |

| 25 marzo 1984 27ª giornata | Arezzo | 1 – 1 | Pistoiese |  |

| 1º aprile 1984 28ª giornata | Lecce | 1 – 0 | Arezzo |  |

| 8 aprile 1984 29ª giornata | Palermo | 1 – 1 | Arezzo |  |

| 15 aprile 1984 30ª giornata | Arezzo | 2 – 0 | Campobasso |  |

| 21 aprile 1984 31ª giornata | Sambenedettese | 2 – 0 | Arezzo |  |

| 29 aprile 1984 32ª giornata | Arezzo | 1 – 0 | Cavese |  |

| 6 maggio 1984 33ª giornata | Catanzaro | 2 – 1 | Arezzo |  |

| 13 maggio 1984 34ª giornata | Arezzo | 1 – 0 | Triestina |  |

| 20 maggio 1984 35ª giornata | Cesena | 2 – 2 | Arezzo |  |

| 27 maggio 1984 36ª giornata | Arezzo | 0 – 0 | Perugia |  |

| 3 giugno 1984 37ª giornata | Arezzo | 1 – 0 | Como |  |

| 10 giugno 1984 38ª giornata | Cagliari | 2 – 1 | Arezzo |  |

## Statistiche

### Statistiche di squadra
| Competizione | Punti | In casa | In casa | In casa | In casa | In casa | In casa | In trasferta | In trasferta | In trasferta | In trasferta | In trasferta | In trasferta | Totale | Totale | Totale | Totale | Totale | Totale | DR |
| Competizione | Punti | G       | V       | N       | P       | Gf      | Gs      | G            | V            | N            | P            | Gf           | Gs           | G      | V      | N      | P      | Gf     | Gs     | DR |
| ------------ | ----- | ------- | ------- | ------- | ------- | ------- | ------- | ------------ | ------------ | ------------ | ------------ | ------------ | ------------ | ------ | ------ | ------ | ------ | ------ | ------ | -- |
| Serie B      | 40    | 19      | 10      | 8       | 1       | 19      | 9       | 19           | 2            | 8            | 9            | 15           | 24           | 38     | 12     | 16     | 10     | 34     | 33     | +1 |
| Coppa Italia | 3     | 3       | 0       | 2       | 1       | 2       | 3       | 2            | 0            | 1            | 1            | 0            | 2            | 5      | 0      | 3      | 2      | 2      | 5      | -3 |
| Totale       |       | 22      | 10      | 10      | 2       | 21      | 12      | 21           | 2            | 9            | 10           | 15           | 26           | 43     | 12     | 19     | 12     | 36     | 38     | -2 |

### Statistiche dei giocatori
| Giocatore    | Serie B  | Serie B | Serie B     | Serie B    | Coppa Italia | Coppa Italia | Coppa Italia | Coppa Italia | Totale   | Totale | Totale      | Totale     |
| Giocatore    | Presenze | Reti    | Ammonizioni | Espulsioni | Presenze     | Reti         | Ammonizioni  | Espulsioni   | Presenze | Reti   | Ammonizioni | Espulsioni |
| ------------ | -------- | ------- | ----------- | ---------- | ------------ | ------------ | ------------ | ------------ | -------- | ------ | ----------- | ---------- |
| S. Butti     | 36       | 0       | ?           | ?          | ?            | ?            | ?            | ?            | 36+      | 0+     | ?           | ?          |
| M. Carbonari | 3        | -4      | ?           | ?          | ?            | ?            | ?            | ?            | 3+       | -4+    | ?           | ?          |
| F. Dell'Uomo | 1        | 0       | ?           | ?          | ?            | ?            | ?            | ?            | 1+       | 0+     | ?           | ?          |
| A. Di Carlo  | 25       | 4       | ?           | ?          | ?            | ?            | ?            | ?            | 25+      | 4+     | ?           | ?          |
| E. Doveri    | 19       | 0       | ?           | ?          | ?            | ?            | ?            | ?            | 19+      | 0+     | ?           | ?          |
| L. Ferrante  | 8        | 0       | ?           | ?          | ?            | ?            | ?            | ?            | 8+       | 0+     | ?           | ?          |
| M. Macina    | 11       | 1       | ?           | ?          | ?            | ?            | ?            | ?            | 11+      | 1+     | ?           | ?          |
| A. Malisan   | 38       | 2       | ?           | ?          | ?            | ?            | ?            | ?            | 38+      | 2+     | ?           | ?          |
| A. Mangoni   | 32       | 1       | ?           | ?          | ?            | ?            | ?            | ?            | 32+      | 1+     | ?           | ?          |
| M. Marmaglio | 8        | 0       | ?           | ?          | ?            | ?            | ?            | ?            | 8+       | 0+     | ?           | ?          |
| A. Minoia    | 28       | 1       | ?           | ?          | ?            | ?            | ?            | ?            | 28+      | 1+     | ?           | ?          |
| D. Neri      | 34       | 6       | ?           | ?          | ?            | ?            | ?            | ?            | 34+      | 6+     | ?           | ?          |
| G. Pellicanò | 36       | -29     | ?           | ?          | ?            | ?            | ?            | ?            | 36+      | -29+   | ?           | ?          |
| G. Pozza     | 35       | 0       | ?           | ?          | ?            | ?            | ?            | ?            | 35+      | 0+     | ?           | ?          |
| M. Riva      | 34       | 1       | ?           | ?          | ?            | ?            | ?            | ?            | 34+      | 1+     | ?           | ?          |
| E. Sella     | 35       | 6       | ?           | ?          | ?            | ?            | ?            | ?            | 35+      | 6+     | ?           | ?          |
| P. Traini    | 37       | 7       | ?           | ?          | ?            | ?            | ?            | ?            | 37+      | 7+     | ?           | ?          |
| G. Zandonà   | 37       | 2       | ?           | ?          | ?            | ?            | ?            | ?            | 37+      | 2+     | ?           | ?          |
| A. Zanin     | 32       | 1       | ?           | ?          | ?            | ?            | ?            | ?            | 32+      | 1+     | ?           | ?          |